# Circondario di Sulmona
Il circondario di Sulmona era uno dei circondari in cui era suddivisa la provincia di Aquila degli Abruzzi.

## Storia
Con l'Unità d'Italia (1861) la suddivisione in province e circondari stabilita dal Decreto Rattazzi fu estesa all'intera penisola.
Il circondario di Sulmona venne soppresso nel 1926 ed il suo territorio, salvo il comune di Popoli assegnato alla nascente provincia di Pescara, confluirà integralmente nella provincia dell'Aquila.

## Territorio del circondario storico
- mandamento di Sulmona: Sulmona, Campo di Giove, Pacentro (con la villa di Canzano), Pettorano, Rocca Valle Oscura;
- mandamento di Pescocostanzo: Pescocostanzo, Ateleta, Roccaraso (con la villa di Piatransieri), Rivisondoli;
- mandamento di Castel di Sangro: Castel di Sangro (con la villa di Roccacinquemiglia), Alfedena (con la villa di Scontrone), Barrea, Civitella Alfedena, Villetta Barrea;
- mandamento di Scanno: Scanno (con la villa di Frattura), Villalago;
- mandamento di Pratola: Pratola, Pentima, Prezza, Raiano, Vittorito;
- mandamento di Introdacqua: Introdacqua, Anversa (con la villa di Castrovalva), Bugnara;
- mandamento di Popoli: Popoli, Roccacasale.